# Jón Kristinsson

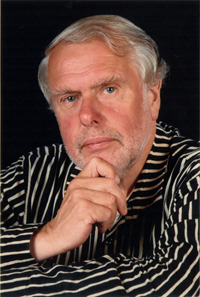
Jón Kristinsson

Jón Kristinsson (Reykjavik, 7 mei 1936) is een IJslands-Nederlands architect.

## Loopbaan
Na een korte loopbaan in de zeevaart deed hij staatsexamen gymnasium-ß in Reykjavik.
In 1966 startte Kristinsson met zijn Nederlandse echtgenote en collega Riet Reitsema (1936-2015) een architecten- en ingenieursbureau in Deventer. Onder hun leiding groeide het uit tot een middelgroot bureau dat zich specialiseert in duurzaam en energiezuinig bouwen vanuit hun visie op integraal ontwerpen.
In de periode 1992-2001 was Kristinsson hoogleraar Milieutechnisch Ontwerpen aan de Faculteit Bouwkunde van de Technische Universiteit Delft. Zijn opvolger is Andy van den Dobbelsteen, leerstoel Climate Design & Sustainability.  Sinds zijn emeritaat in 2001 werkt Kristinsson aan duurzame innovatie in de luwte van het kantoor dat hij oprichtte, Architecten- en Ingenieursbureau Kristinsson. Sindsdien wordt het bureau dagelijks geleid door Daan Josee en Wim Welmer.

## Belangrijkste ontwerpen

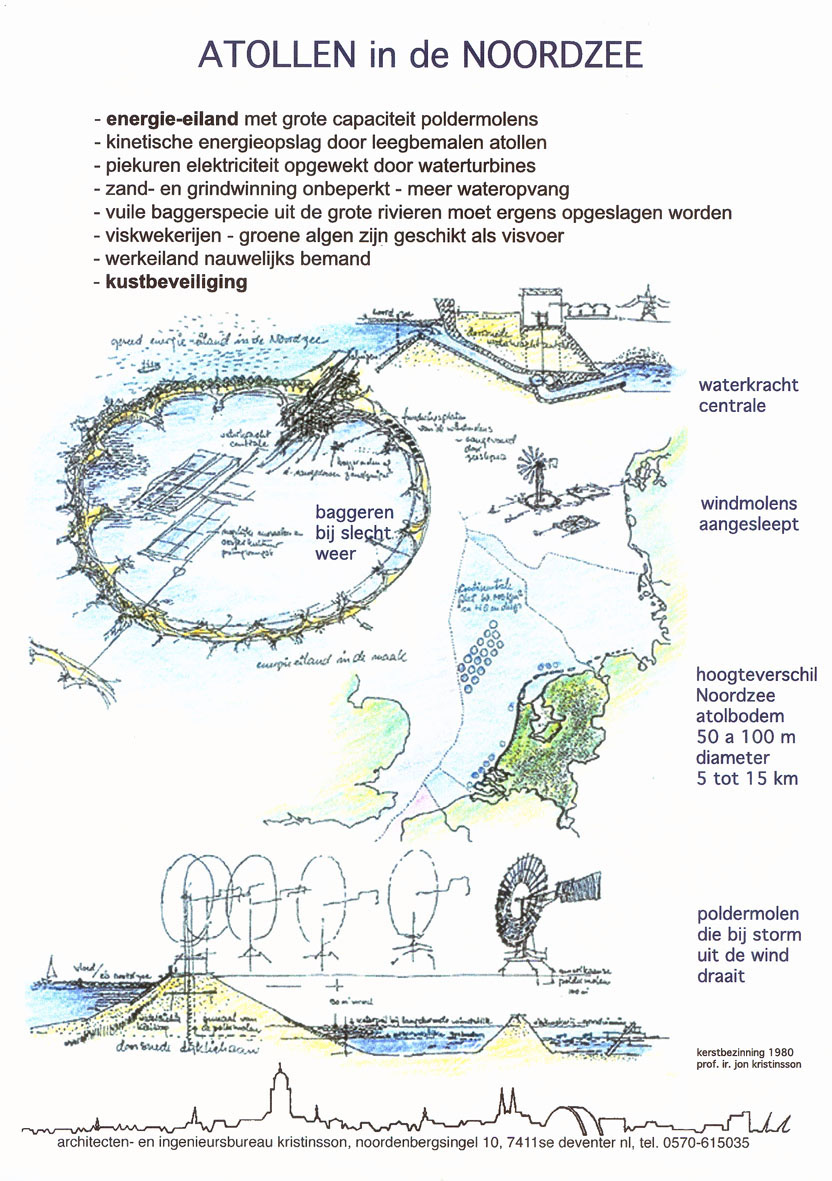
Ontwerp atollen Noordzee

- Ontwerp (1976) voor een integraal zelfvoorzienend ('autarkisch') stadskantoor voor Lelystad. Dit ontwerp werd nooit gebouwd, maar zou wel 's werelds eerste seizoenswarmteopslag in de natte kleibodem introduceren, plus nog een groot aantal andere vernieuwende technieken ter optimalisatie van het binnenklimaat.
- Tussen 1979 en 1983: ontwikkeling en bouw van woningen die een minimum aan energie nodig hadden in Schiedam voor de sociale sector. Kenmerken: passieve zonne-energie, nieuwe warmte-isolatietechnieken, een geiser zonder waakvlam en compacte verwarming en gebalanceerde ventilatie met warmteterugwinning.
- In 1980: Leegmalen van ringvormige eilanden (atollen) in de Noordzee als alternatief voor kernenergie. Een combinatie van windenergie, energieopslag, landwinning en kustbeveiliging.[1]
- 'De kas als energiebron', in de 'eetbare stad': ontwikkeling van deze concepten tot 2 hectare zelfvoorzienende kas voor de glastuinbouw die 200 woningen met minimaal energieverbruik verwarmt.

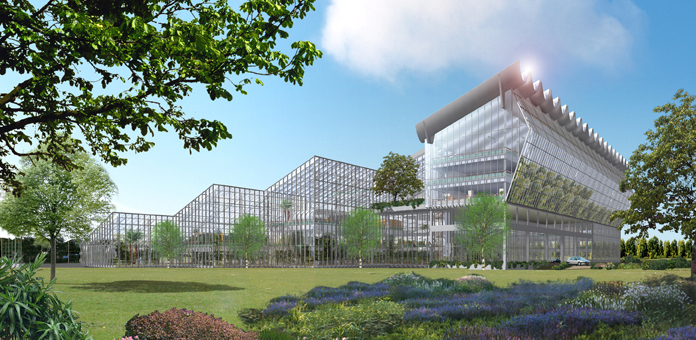
Ontwerp Floriade: Villa Flora, 'groenste gebouw van Nederland'

- In 2005: concept ademend raam, decentrale gevelventilatie met 90% warmteterugwinning met CO2/H2O-detectie (ontwikkeld onder de naam Fresh-R).

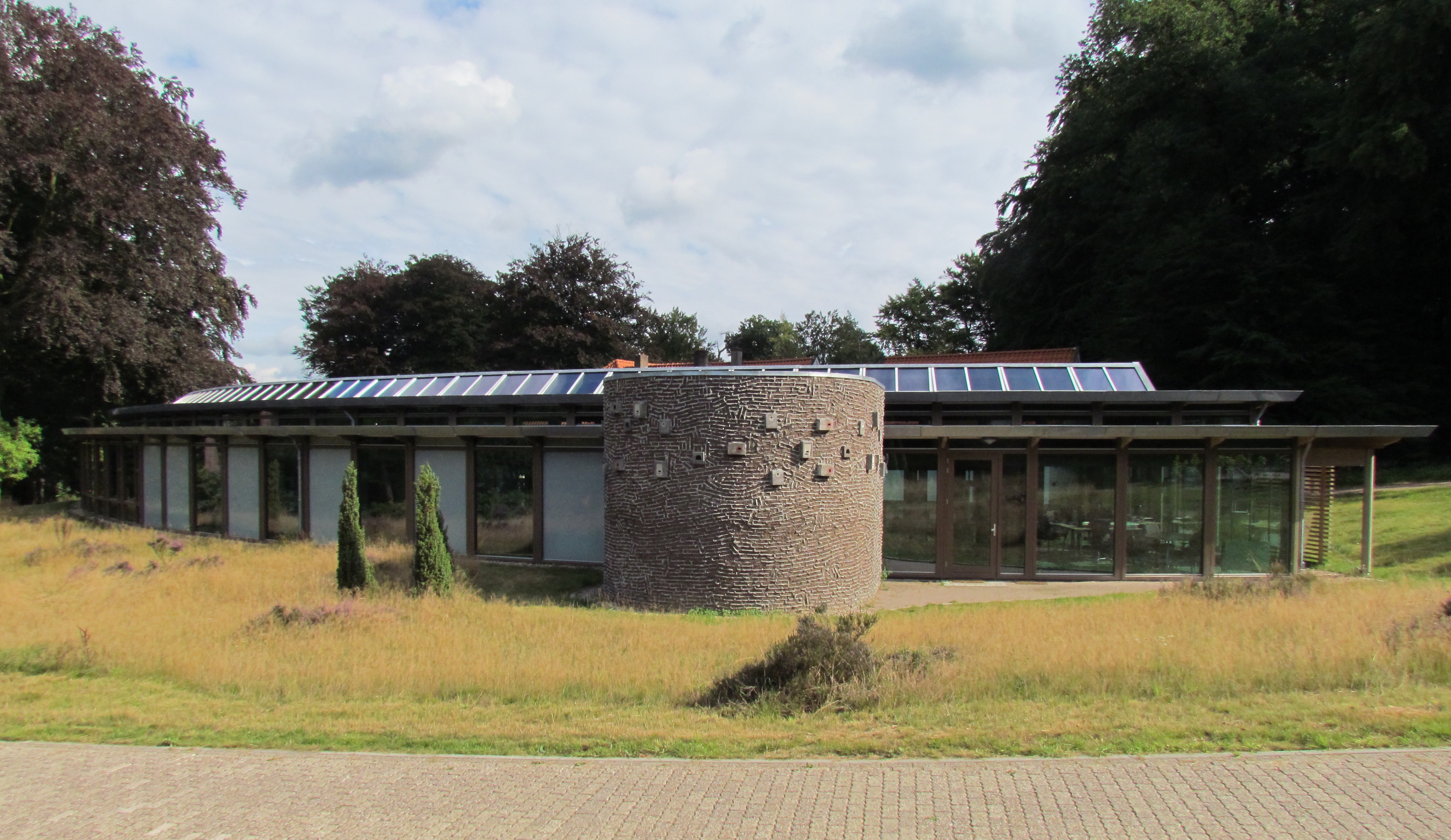
Boskantoor Ugchelen

- Ontwerp voor Villa Flora op de Floriade 2012 in Venlo: zelfvoorzienende tentoonstellingskas gecombineerd met kantoorlandschap. Gebouw functioneert als donorgebouw, zonder toevoer van gas of elektriciteit van buiten en zonder riolering, voor de naastgelegen kantoortoren.
- Ontwerp met W+B en West8, World Sustainability Center Afsluitdijk. Zelfvoorzienend expo gebouw met o.a. Blue-energiecentrale, werkend met omgekeerde osmose, zout en zoet water tot brak water.
- Ontwikkeling HCCV (Heat Cool Clean Ventilation) met verticale Spirox warmtewisselaars voor lage temperatuurverwarming (<35°)  en hoge temperatuur koeling (>18°).
- Ocean Wave Power Station (OWPS): Grootschalige 25MW golf energie centrale in ontwikkeling met Peter Keegstra, Chiel Bartels en Menno Broers.

## Erkenning
- 1984: Gulden Adelaar – culturele en wetenschappelijke prijs Gemeente Deventer
- 1997: Winnaar competitie Exergiewoning
- 1998: Koninklijke/Shell-prijs voor Duurzame ontwikkelingen en architectuur à 200.000 gulden (± 90.000 euro) voor onderzoek en ontwikkeling van zelfdenkende decentrale gebouwventilatie: het Ademende Raam, op de markt als Fresh-R.[2]
- 1999: European Glulam Award
- 1999: Vitruvius Oorkonde van Het Oversticht
- 2000: Bouwtrofee Geestelijke Gezondheidszorg
- 2002: Scholenprijs voor vernieuwende leeromgeving De Lingeborgh in Geldermalsen, toegekend door het Ministerie van OCW
- 2004: Passive Low Energy Architecture Award (PLEA), Groot-Brittannië
- 2006: Ridder in de orde van de Nederlandse Leeuw.
- 2012: "Tussen Zon en Magma", documentaire over gedachtegoed Kristinsson.
- 2015: Eo Wijers Prijsvraag Stedendriehoek 2015; Publieksprijs Zelfvoorzienende Woonwijk Anno 2030; Renovatie 2 miljoen woningen.

## Publicaties
- Integraal Ontwerpen / Vitale architectuur (ISBN 90-75365-58-6)
- Acht lustrumboeken van Architecten- en Ingenieursbureau Kristinsson samen met Riet Kristinsson-Reitsema (uitgave eigen beheer)
- Integrated Sustainable Design (ISBN 978-90-5269-407-8) 2012, vertaald en geredigeerd door Andy van den Dobbelsteen. (2015 vertaling Vietnamees).
- Diverse publicaties in wetenschappelijke tijdschriften